# Sugar Baby Love
Sugar Baby Love är en poplåt skriven av Wayne Bickerton och Tony Waddington. Låten kom att bli popgruppen The Rubettes första singel och deras största hit. Bickerton och Waddington hade tidigare haft sin största framgång med soullåten "Nothing but a Heartache" med The Flirations. "Sugar Baby Love" var först tänkt som en låt för Eurovision Song Contest, men sedan erbjöd de låten till de som ville bilda en ny grupp och framföra den. På det sättet bildades The Rubettes. Låtens falsettsång framförs av Paul Da Vinci.
Låten blev en stor internationell framgång och Bickerton och Waddington fortsatte sedan som gruppens primära låtskrivare. I Sverige var "Sugar Baby Love" den sista ettan på röstlistan Tio i topp.

## Listplaceringar
| Lista (1974)   | Position               |
| -------------- | ---------------------- |
| Australien     | 9 (Go Set)             |
| Belgien        | 1                      |
| Danmark        | 1 (DR "Top 30")        |
| Finland        | 2                      |
| Frankrike      | 3                      |
| Irland         | 3                      |
| Kanada         | 25 (RPM)               |
| Nederländerna  | 1                      |
| Norge          | 2 (VG-lista)           |
| Nya Zeeland    | 4                      |
| Schweiz        | 1                      |
| Storbritannien | 1                      |
| Sverige        | 3 (Kvällstoppen)       |
| Sverige        | 1 (Tio i topp)         |
| USA            | 37 (Billboard Hot 100) |
| Västtyskland   | 1                      |
| Österrike      | 1                      |